# スパークルホース
スパークルホース（Sparklehorse）は、アメリカ合衆国バージニア州出身のオルタナティヴ・ロック・バンド。2010年に中心人物のマーク・リンカスが自殺したことにより活動を終えた。

## 来歴
1995年に『Vivadixiesubmarinetransmissionplot』でアルバム・デビュー。翌1996年にはレディオヘッドのオープニング・アクトとしてヨーロッパをツアーした。
しかし、このツアーの途中でマーク・リンカスがアルコールと薬物（抗うつ薬、バリウム、ヘロイン）の摂取によりオーバードーズを起こしてしまう。一時は心停止状態に陥り、意識の回復後も両足に麻痺が残る恐れがあった。複数回にわたる手術の結果、回復したものの、リンカスは半年の間車椅子での生活を強いられた。
この苦境を乗り越えて1997年に発表されたセカンド・アルバム『グッド・モーニング・スパイダー』の中の楽曲「St. Mary」は、リンカスが入院中に世話になったパディントンにある同名の病院の看護師たちに捧げられている。
2001年のサード・アルバム『イッツ・ア・ワンダフル・ライフ』には、ゲストとしてトム・ウェイツ、PJ ハーヴェイ、カーディガンズのニーナ・パーションらが参加した。続く2006年のアルバム『Dreamt for Light Years in the Belly of a Mountain』には、デンジャー・マウスが参加。彼とのコラボレーションはこの後も続き、共に『ダーク・ナイト・オブ・ザ・ソウル』を制作したものの、レコード会社によってリリースが中止された。この措置に対し、リンカスとデンジャー・マウスはパッケージのみを空のCD-Rと共に発売するという行動に出た。
2010年3月6日、マーク・リンカスが自殺したことが発表された。正式な発売が見送られていた『ダーク・ナイト・オブ・ザ・ソウル』はリンカスの死後、同年7月に発売された。

## ディスコグラフィ

### スタジオ・アルバム
- Vivadixiesubmarinetransmissionplot (1995年) ※全英58位
- 『グッド・モーニング・スパイダー』 - Good Morning Spider (1998年) ※全英30位
- 『イッツ・ア・ワンダフル・ライフ』 - It's a Wonderful Life (2001年) ※全英49位
- Dreamt for Light Years in the Belly of a Mountain (2006年) ※全英60位[5]
- 『ダーク・ナイト・オブ・ザ・ソウル』 - Dark Night of the Soul (2010年) ※with デンジャー・マウス、全英32位
- Bird Machine (2023年)

### EP
- Chords I've Known EP (1996年)
- Distorted Ghost EP (2000年)
- In the Fishtank 15 EP (2009年) ※with フェネス

### シングル
- "Spirit Ditch" / "Waiting for Nothing" (1995年)
- "Hammering the Cramps" / "Too Late" (1995年)
- "Someday I Will Treat You Good" / "Rainmaker" (1996年)
- "Someday I Will Treat You Good" / "London" / "In The Dry" (1996年)
- "Hammering the Cramps" / "Spirit Ditch" / "Dead Opera Star" / "Midget In A Junkyard" (1996年)
- "Rainmaker" / "I Almost Lost My Mind" / "Intermission" / "Homecoming Queen (Live On KCRW)" / "Gasoline Horseys (Live On KCRW)" (1996年)
- "Come On In" / "Blind Rabbit Choir" (1998年)
- "Maria's Little Elbows" / "Painbirds" / "Wish You Were Here" (with トム・ヨーク) (ピンク・フロイドのカバー) / "Haint" (1998年)
- "Sick of Goodbyes" / "Good Morning Spider (BBC Radio 1 Evening Session)" (1998年)
- "Sick of Goodbyes" / "Happy Place" / "Happy Pig (BBC Radio 1 Evening Session)" / "Shot A Dog" / "Gasoline Horseys (Live)" (1998年)
- "Gold Day" / "Heloise" / "Devil's New" / Maxine" (2001年)
- "Don't Take My Sunshine Away" / "Ghost In The Sky" / "Knives of Summertime" (2006年)
- "Don't Take My Sunshine Away" / "Galveston" (ジミー・ウェッブ/グレン・キャンベルのカバー) (2006年)
- "Ghost in the Sky" / "Marigold" (2006年)
- "Knives of Summertime" / "Caroline" (2006年)